# Wolfgang Sternefeld
Wolfgang Sternefeld (* 25. März 1953 in Düsseldorf) ist ein deutscher Sprachwissenschaftler.

## Leben
Nach dem Abitur an einem altsprachlichen Gymnasiums mit neusprachlichem Zweig in Düsseldorf studierte er in Berlin (West) an der TU (Maschinenbau) und der FU (Philosophie, Germanistik und Mathematik). Er erwarb den M.A. an der Heinrich-Heine-Universität Düsseldorf und wurde 1984 an der Universität Konstanz zum Dr. phil. promoviert. Im Jahr 1992 wurde er Akademischer Rat an der Universität Tübingen und 2001 dort außerplanmäßiger Professor. 2016 trat er in den Ruhestand.

## Schriften (Auswahl)
- mit Arnim von Stechow: Bausteine syntaktischen Wissens. Ein Lehrbuch der generativen Grammatik. Opladen 1988, ISBN 3-531-11889-7.
- mit Günther Grewendorf und Fritz Hamm: Sprachliches Wissen. Eine Einführung in moderne Theorien der grammatischen Beschreibung. Frankfurt am Main 1996, ISBN 3-518-28295-6.
- Syntax. Eine morphologisch motivierte generative Beschreibung des Deutschen (= Stauffenburg-Linguistik. 31). 2 Bände. Stauffenburg Verlag, Tübingen 2006. – Band 1: 4., überarb. Auflage 2015, ISBN 978-3-86057-176-7. – Band 2: 3., überarb. Auflage 2009, ISBN 978-3-86057-177-4.
- mit Thomas Ede Zimmermann: Introduction to semantics. An essential guide to the composition of meaning. Mouton de Gruyter, Berlin 2013, ISBN 3-11-030800-2, doi:10.1515/9783110314373.
- Attitudes de se. From properties to Kripkean propositions. Stauffenburg Verlag, Tübingen 2020, ISBN 3-95809-533-X.